# Зонненшайн, Хьюго
Хьюго Зонненшайн (англ. Hugo F. Sonnenschein; 14 ноября 1940, Нью-Йорк — 15 июля 2021, Чикаго) — американский экономист, автор множества статей и публикаций.

## Биография
В 1961 году окончил Рочестерский университет со степенью бакалавра. Получил степени магистра (1962) и доктора философии (1964) в Университете Пердью.
Преподавал в Миннесотском (1964—1970), Массачусетском (1970—1973), Северо-Западном (1973—1976), Принстонском (1976—1988, 1991—1993) и Пенсильванском (1988—1991) университетах. Президент Чикагского университета (1993—2000).
Президент Эконометрического общества (1989). Член Национальной академии наук США (1990).
Семья
С 1962 был женат на Элизабет Ганн (англ. Elizabeth Gunn, эпидемиолог), с которой воспитывал трёх дочерей.

## Награды
За свои достижения был неоднократно награждён:
- 2009 — BBVA Foundation Frontiers of Knowledge Award.

## Основные произведения
- «Теория спроса без транзитивных предпочтений» (Demand Theory without Transitive Preferences, 1971);
- «Гипотеза полезности и теория рыночного спроса» (The Utility Hypothesis and Market Demand Theory, 1973).